# Abderrahmane Hammad
Abderrahmane Hammad Zaheer (em árabe: عبدالرحمن حمٌاد‎, Dellys, 27 de maio de 1977) é um atleta argelino, especialista em salto em altura. Foi medalha de bronze nos Jogos Olímpicos de 2000, em Sydney, atrás de Sergey Klyugin e Javier Sotomayor.
A sua melhor marca pessoal é de 2.34 m e foi obtida em Argel, no dia 14 de julho de 2000.